# Understberget
Understberget este o arie protejată (arie specială de conservare — SAC, sit de importanță comunitară — SCI) din Suedia întinsă pe o suprafață de 4,8 ha, integral pe uscat.

## Localizare
Centrul sitului Understberget este situat la coordonatele 65°47′16″N 21°35′01″E / 65.7878°N 21.5836°E.

## Înființare
Situl Understberget a fost declarat sit de importanță comunitară în iunie 2001 pentru a proteja 1 specie de plante. Situl a fost protejat și ca arie specială de conservare în martie 2011.

## Biodiversitate
Situată în ecoregiunea boreală, aria protejată conține 2 habitate naturale: Păduri fino-scandinave bogate în ierburi cu Picea abies, Taiga vestică.
La baza desemnării sitului se află o specie protejată de  plante: Calypso bulbosa.